# TT296

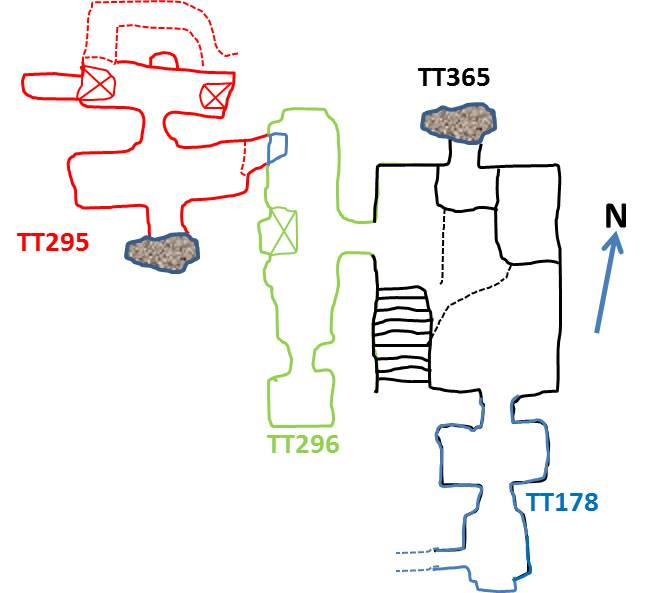
Posizioni reciproche delle tombe TT295, TT296, TT178 e TT365

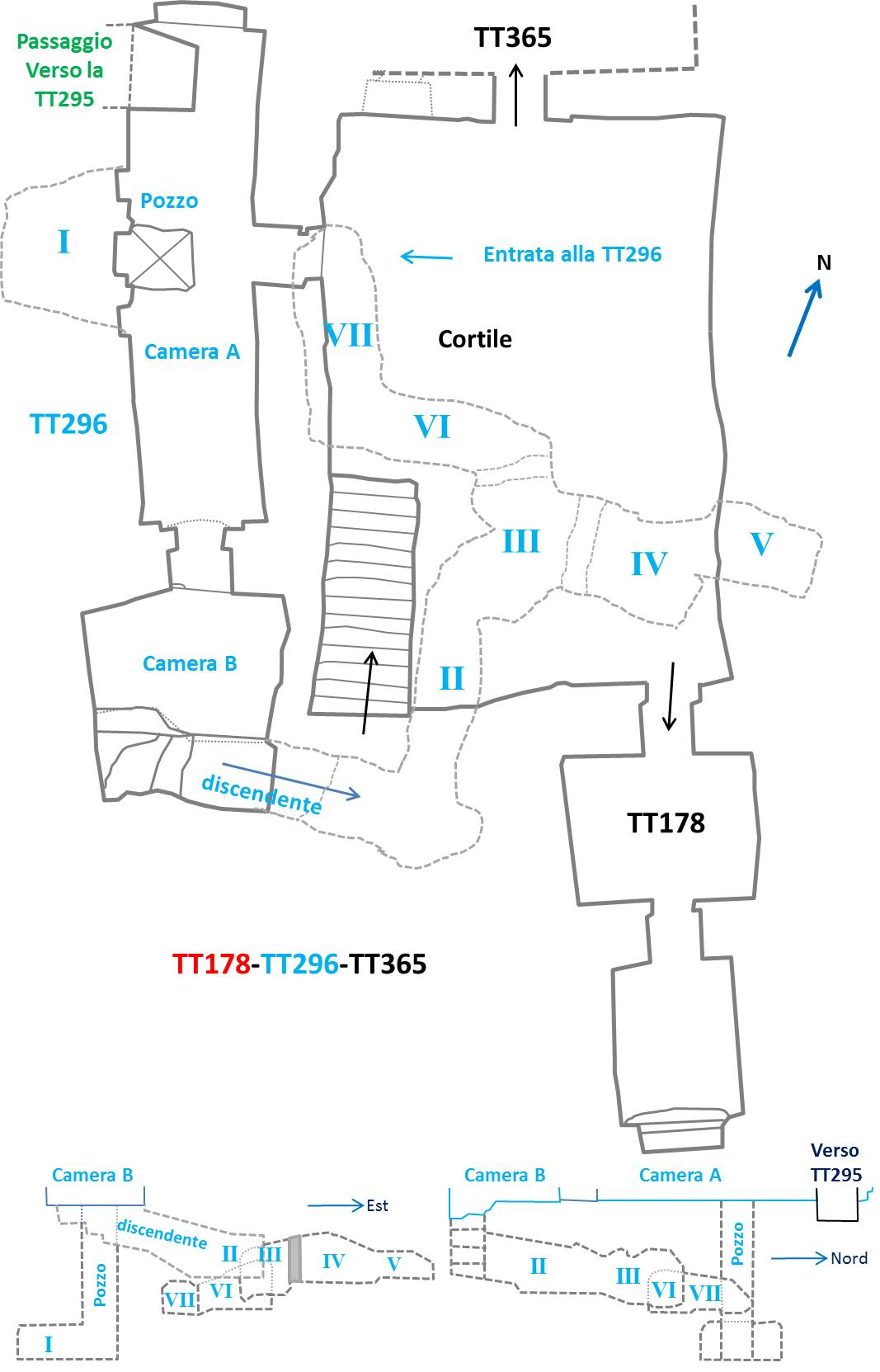
Planimetria e sezioni dello sviluppo sotterraneo della TT296

TT296 (Theban Tomb 296) è la sigla che identifica una delle Tombe dei Nobili ubicate nell'area della cosiddetta Necropoli Tebana, sulla sponda occidentale del Nilo dinanzi alla città di Luxor, in Egitto. Destinata a sepolture di nobili e funzionari connessi alle case regnanti, specie del Nuovo Regno, l'area venne sfruttata, come necropoli, fin dall'Antico Regno e, successivamente, sino al periodo Saitico (con la XXVI dinastia) e Tolemaico.

## Titolare
TT296 era la tomba di:
| Titolare     | Titolo                                                                                         | Necropoli | Dinastia/Periodo  | Note |
| ------------ | ---------------------------------------------------------------------------------------------- | --------- | ----------------- | ---- |
| Nefersekheru | Scriba delle divine offerte di tutti gli Dei, Funzionario del tesoro di... nella Città del Sud | El-Khokha | Periodo ramesside |      |

## Biografia
Nefersekheru ricopriva quattro incarichi principali probabilmente strettamente interconnessi tra loro: "Vice amministratore del tesoro", "Scriba reale del tesoro del Signore delle Due Terre", "Scriba delle divine offerte di tutti gli Dei", "Direttore degli schiavi". Si ritiene, ma non esiste sicurezza, che Nefersekheru possa essere subentrato negli incarichi a Neferrenpet (TT178). Gli sono note tre mogli: Kah, che viene tuttavia menzionata solo in una scena parietale all'ingresso della tomba, Nefertiri e Nedjemmaat-Mut (o Maetmut), i cui nomi sono riportati nella sala principale. Le tre mogli, nonché la figlia maggiore, Hener, erano Cantatrici di Amon. La rappresentazione della moglie Kah, all'ingresso della TT296 sembra evidenziare una qual sorta di preminenza sulle altre due, ma non è possibile risalire al fatto se si sia trattata della prima o dell'ultima moglie. Nel caso delle altre due, Nefertiri appare solo nella parte sud della camera principale, mentre Nedjemmaat-Mut solo nella parte nord; la sostituzione del nome di Nefertiri con quello di Nedjemmaat-Mut in un fregio lascia intendere che la prima possa essere morta prima dell'ultimazione della tomba. In una delle scene parietali Nefertiri appare seduta con accanto tre figli del defunto. Quanto a questi, il nome della figlia maggiore, Hener (trascritta anche come Heli), compare tre volte nelle scene parietali mentre due distinte indicazioni riportano "suo figlio, lo scriba militare del Signore delle Due Terre, Amenemipet" e "suo figlio, il prete wab", ma non ne viene indicato il nome.

## La tomba
Si accede alla TT296 da un cortile originariamente realizzato per la tomba, non ultimata, TT365 di Nefermenu (risalente a Thutmosi III); dallo stesso cortile si accede inoltre alla tomba TT178, di Neferronpet. Benché entrambe le tombe, TT296 e TT178, siano coeve e realizzate dalle stesse maestranze, si ritiene, per precise rappresentazioni stilistiche, che la seconda sia antecedente alla prima anche perché in questa, e da qui l'ipotesi che il titolare di TT296 abbia seguito nell'incarico Neferronpet, viene rappresentato un prete wab di nome Nefersekheru. Data la vicinanza con la TT295, cui si accede attraverso un cunicolo aperto nell'angolo nord-ovest della sala trasversale, TT296 si sviluppa su due piani: il piano superiore (vedi planimetria e sezione dello sviluppo sotterraneo) è costituito da due locali, una camera trasversale rispetto all'ingresso (camera "A") e una camera di forma irregolare (camera "B") a sud del locale precedente. Un pozzo verticale quasi al centro della camera "A", situato dinanzi a una rappresentazione di Osiride a mezzotondo, immette in una camera di forma irregolare ("I"); dalla camera "B", un corridoio discendente consente l'accesso ad un appartamento sotterraneo più ampio costituito da sei locali (contrassegnati in planimetria dai numeri romani da "II" a "VII").
Di tutto il complesso funerario, solo l'ingresso e la prima camera ("A") presentano decorazioni applicate su intonaco bianco. Nell'ingresso (1 azzurro in planimetria) Nefersekheru e la moglie Kah guadano verso l'esterno della tomba in un gesto quasi di saluto; il dipinto è molto danneggiato, specie nella parte inferiore del corpo di Kah. Sui due lati dell'ingresso la coppia è circondata, a sinistra, dal testo di un inno ad Amon-Ra Horakhti, a destra da un inno di adorazione a Osiride. Per quanto attiene alle decorazioni della camera "A", su due registri (2) brani tratti dal Libro delle Porte e cinque scene del defunto con la moglie Nefertiri tra cui una della coppia intenta a un gioco da tavolo. Sull'architrave del corridoio che immette alla camera "B" (3) doppia scena del defunto e della moglie in adorazione di Osiride e della dea dell'Occidente Hathor, di Anubi e Iside. Sui lati del corridoio, molto danneggiati, resti di testi e immagine del defunto seduto. Su altra parete (4), in due registri sovrapposti, il defunto, Nefertiri e un uomo (non identificabile) adorano Osiride e Iside; il defunto in adorazione di Osiride seduto tra Iside e Harsiesi rappresentati in maniera mummiforme; in tre scene il defunto con Nefertiri e con alcune figlie, prete che offre incensi e accende lampade e un prete con un'arpista che controlla le offerte. Sulla parete opposta (5), in due registri, brani del Libro delle Porte, il defunto e la moglie che assistono alla Confessione negativa; il defunto presentato da Thot ai simboli di Osiride e Maat; in due file scene della processione funebre, con mucche e vitelli e preti che precedono la mummia verso la piramide tombale e rappresentazione di Hathor, come vacca sacra, della montagna tebana. Su lato corto a nord (6), in una nicchia di colore di fondo giallo ocra, danneggiate, statue del defunto seduto tra le mogli Nefertiri (a sinistra guardando) e, forse, Nedjmaat-Mut a destra in altorilievo che con il braccio più vicino, cingono la vita del defunto. Su altra parete (7) su due registri, la dea Nut tiene tra le braccia il disco solare adorato da babbuini, divinità femminili e alcuni ba, nonché da altri dei e da Anime di Pe e Nekhen inginocchiate; il defunto e una delle mogli adorano Osiride, Iside e Nephtys. Sulla stessa parete, al di sopra del pozzo verticale che adduce alla camera "I", una nicchia contenente la statua di Osiride con il defunto e testi sacri rappresentati sulle pareti della nicchia stessa che è strutturata come se si trattasse di una porta. La statua in altorilievo, mummiforme, realizzata scavando nella roccia, è oggi mancante della parte alta, purtuttavia, per alcune caratteristiche decorative della parte superstite, è stata identificata per una rappresentazione di Osiride. Ai piedi della statua si apre il pozzo verticale che adduce al locale "I"